# Neil MacCormick
Donald Neil MacCormick, född 27 maj 1941, död 5 april 2009, var en skotsk politiker och professor inom juridik vid Edinburghs universitet. Han var också vice partiordförande för Scottish National Party (SNP). MacCormick är känd som en juridisk filosof. Han är son till en av SNP:s grundare, John MacCormick.